# Ющенко Павло
Павло Ющенко (псевдо.: Моряк; нар. 25 травня 1924, Вішко(?) Сумська область — пом. 6 грудня 1949, Лінц, Австрія) — український військовик, булавний СБ Дрогобицької округи ОУН. Лицар Золотого хреста бойової заслуги 1 класу

## Життєпис
Співробітник осередку СБ на Закерзонні (? — літо 1947). Влітку 1947 року з групою повстанців перейшов на територію України, де діяв в охороні командира «Рена». У серпні 1949 року важко поранений у бою з облавниками на горі Магура, вилікувавшись продовжував діяти у лавах підпілля ОУН.
Стрілець кур'єрської групи Проводу ОУН в Україні, яка доставила підпільну пошту за кордон до ЗП УГВР (10.09.-1.12.1949).
26 листопада 1949 року під час рейду був тяжко поранений розривною кулею в руку вище ліктя. Розривна куля проломила та розтрощила кість. У супроводі побратимів добрався до американської зони окупації Австрії та був доставлений у лікарню м. Лінц, де через кілька днів і помер від зараження крові. Похований на цвинтарі Санкт Мартін, неподалік від Лінцу, а в 1950 р. перепохований на цвинтарі Астен.

## Нагороди
- «Золотий Хрест Бойової Заслуги 1 класу» (20.07.1950).